# Kubanische Opposition ab 1959
Die kubanische Opposition ab 1959 gegen das Castro-Regime versucht, eine Transformation auf Kuba gegen die diktatorisch regierende Machtelite um Fidel und Raúl Castro zu erreichen. Mittel dazu sind neben Aufklärungsarbeit gegen die allgegenwärtige staatliche Propaganda vor allem Aktionen wie (ungenehmigte) Demonstrationen, Sammlungen von Bürgerinterviews, Unterschriftensammlungen für (später nicht genehmigte) Volksabstimmungen und (abgelehnte) Angebote an die Regierung zum gemeinsamen Dialog. Diese Aktionen sind für die Teilnehmer nicht ungefährlich, da sie naturgemäß ein öffentliches Eingeständnis der regierungskritischen Haltung mit sich bringen. Daneben gibt es kleine unabhängige Gewerkschaften oder Bibliotheken. Historisch hat es auch gewaltsame Formen des Widerstands gegeben, die auch terroristische Anschläge auf zivile Ziele einschlossen.
Eine dem Staat und der Partei gegenüberstehende, organisierte Opposition ist im politischen System Kubas nicht vorgesehen. Nicht staatskonforme Parteien oder Organisationen der Zivilgesellschaft sind illegal. Die Aufgabe zur Niederhaltung innerer Oppositionsgruppen und der Einsatz gegen Unruhestifter fällt der Polizei und speziellen Geheimdienstgruppen zu. Auch gibt es speziell dafür gebildete paramilitärische Einheiten.
Es gibt mehrere hundert, meist nur aus wenigen Mitgliedern bestehende Organisationen und Parteien, die in Dachverbänden wie der Asamblea Para Promover la Sociedad Civil (Versammlung zur Förderung der Zivilgesellschaft), Todos Unidos (Alle Zusammen), Convergencia Liberal Cubana (Liberale Kubanische Konvergenz) oder der Frente de Unidad Nacional (Front der Nationalen Einheit) zusammenarbeiten, teilweise aber auch untereinander zerstritten sind.

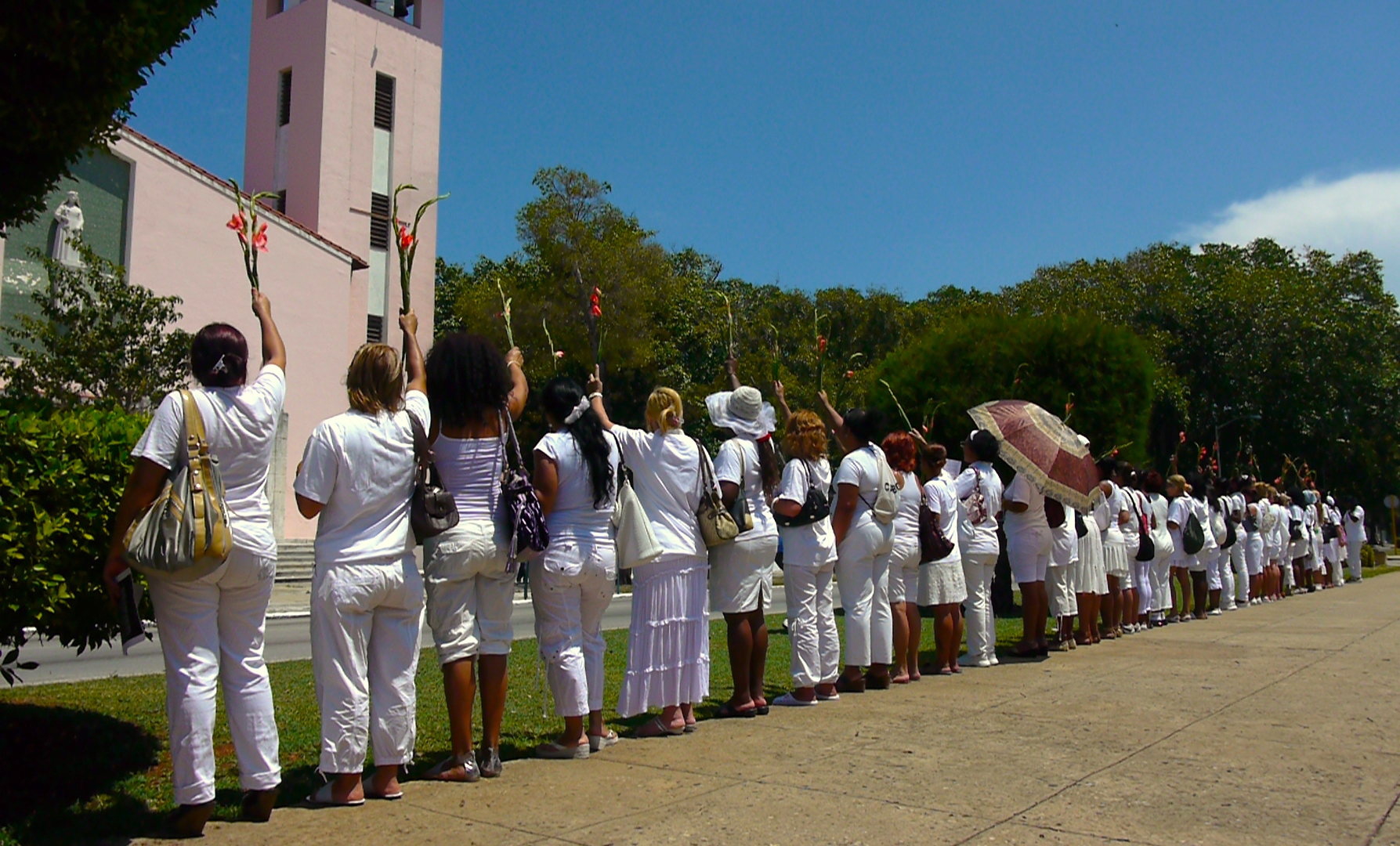
Oppositionsgruppe Damen in Weiß (2012)

Wichtige Gruppen sind die Partido Solidaridad Democrática (Partei der Demokratischen Solidarität), das Movimiento Cristiano Liberación (MCL, Christliche Befreiungsbewegung, Gründer: Oswaldo Payá) oder der Arco Progresista (Spektrum des Fortschritts) und die von Martha Beatriz Roque geführte Asamblea Para Promover la Sociedad Civil en Cuba, wobei letztere eng mit rechten exilkubanischen Organisationen in Miami zusammenarbeitet, was von den anderen großen Oppositionsgruppen sehr kritisch gesehen wird. Deutlich wurde dieser Unterschied in der Haltung zur ersten öffentlichen und von der kubanischen Regierung geduldeten Versammlung zur Förderung der kubanischen Zivilgesellschaft am 20. Mai 2005 unter Vorsitz von Martha Beatriz Roque Cabello und Vladimiro Roca in Havanna: die erstgenannten Organisationen und die Hälfte der 75 Opfer der letzten Massenverhaftung erklärten ihre Nichtteilnahme bzw. Ablehnung der dort vertretenen politischen Ziele.
Außerhalb Kubas existiert unter den 2 Millionen kubanischen Emigranten in Miami eine aktive Opposition, deren wichtigste Organisation die Cuban American National Foundation (CANF) ist, die an Stelle der von Fidel Castro errichteten Diktatur in Kuba eine freiheitliche Demokratie aufbauen will. Neben Aufklärungs- und Lobbyarbeit betrieben einige exilkubanische Organisationen auch regelrechte Flugdienste über der Karibik, um kubanische Flüchtlinge aus dem Meer zu fischen und sicher an Land zu bringen. Einige flogen mit Kleinflugzeugen sogar bis nach Kuba und warfen dort regierungskritische Flugblätter ab. Im Februar 1996 ließ die Regierung zwei dieser Flugzeuge nach zwei Warnungen, die vom Piloten ignoriert wurden, über internationalen Gewässern von der Luftwaffe abschießen, was eine deutliche Verschlechterung der Beziehungen zwischen den USA und Kuba zur Folge hatte.
Für die kubanische Regierung sind prinzipiell alle Oppositionsgruppen und -aktivitäten das Werk des US-Imperialismus. Tatsächlich stehen insbesondere einige exilkubanische Organisationen den USA und ihrem politischen System nahe; ihre Kritiker bezeichnen dies als offenen oder verdeckten Annexionismus. Die US-Regierung hatte allein für das Jahr 2006 15 Mio. US$ im Haushalt für die Unterstützung von kubanischen Oppositionsgruppen und exilkubanischen Organisationen in Miami vorgesehen. (Siehe das USAID-Programm), die z. T. unmittelbar von der US-amerikanischen Interessenvertretung in Havanna an die Zielorganisationen ausgezahlt oder über die Exilorganisationen in Miami verteilt wurden. Diese Mittel wurden bis 2012 auf 20 Millionen US$ erhöht.
Anhand von Original-Dokumenten der CIA, des Weißen Hauses, des US-Außenministeriums und der Untersuchungsausschüsse des US-Kongresses belegt Horst Schäfer im 2004 erschienenen Buch Im Fadenkreuz: Kuba, dass Kuba seit 1961 teils völkerrechtswidrigen Angriffen durch US-Regierungen ausgesetzt ist, die mit Wirtschaftssanktionen, Verkehrs- und Handelsblockaden, Überfällen, Sabotageakten, Mordunternehmen und anderen Terrorakten versuchten, das politische System in Kuba zu destabilisieren und einen »Regime Change« in ihrem Sinne herbeizuführen. Eine 2005 eigens geschaffene US-Behörde im Weißen Haus, die Commission on Assistance to a Free Cuba (Unterstützungskommission für ein freies Kuba) soll die Arbeit der verschiedenen Ministerien gegen die kubanische Regierung koordinieren. Das Verhältnis Washingtons zu einigen etablierten Oppositionsgruppen ist jedoch inzwischen distanziert, was einige kritische, von WikiLeaks 2010 veröffentlichte US-Botschaftsdepeschen belegen: Sie seien untereinander zerstritten und stattdessen vielmehr darauf aus, durch Unterstützungszahlungen aus den USA den eigenen Lebensstandard zu sichern. Die Mehrzahl der Dissidenten sei außerdem über 60 Jahre alt und in der kubanischen Bevölkerung kaum bekannt, wie eine Umfrage unter den sich um ein US-Visum bemühenden Kubanern zeigte. Chefdiplomat Jonathan Farrar empfiehlt daher der US-Regierung, bei einem Wandel auf Kuba mehr auf die Jungen, insbesondere innerhalb der Kommunistischen Partei zu setzen.
Verschiedene kubanische Oppositionelle und Oppositionsbewegungen wurden mit internationalen Menschenrechtspreisen ausgezeichnet. Der Sacharow-Preis wurde dreimal verliehen: 2002 an Oswaldo Payá, 2005 an die Damen in Weiß sowie im Jahre 2010 Guillermo Fariñas.
Im April 2015 traten bei den Kommunalwahlen das erste Mal zwei Kandidaten der Opposition in Wahlkreisen in Havanna an, erhielten jedoch beide kein Mandat.
Ab 2021 wurde die Oppositionsbewegung breiter. Im Februar erschien der Protestsong Patria y Vida von populären exilkubanischen Musikern, der schnell populär wurde. Am 11. Juli ereigneten sich dann die größten nachrevolutionären Anti-Regierungsproteste.